# 金九避难处

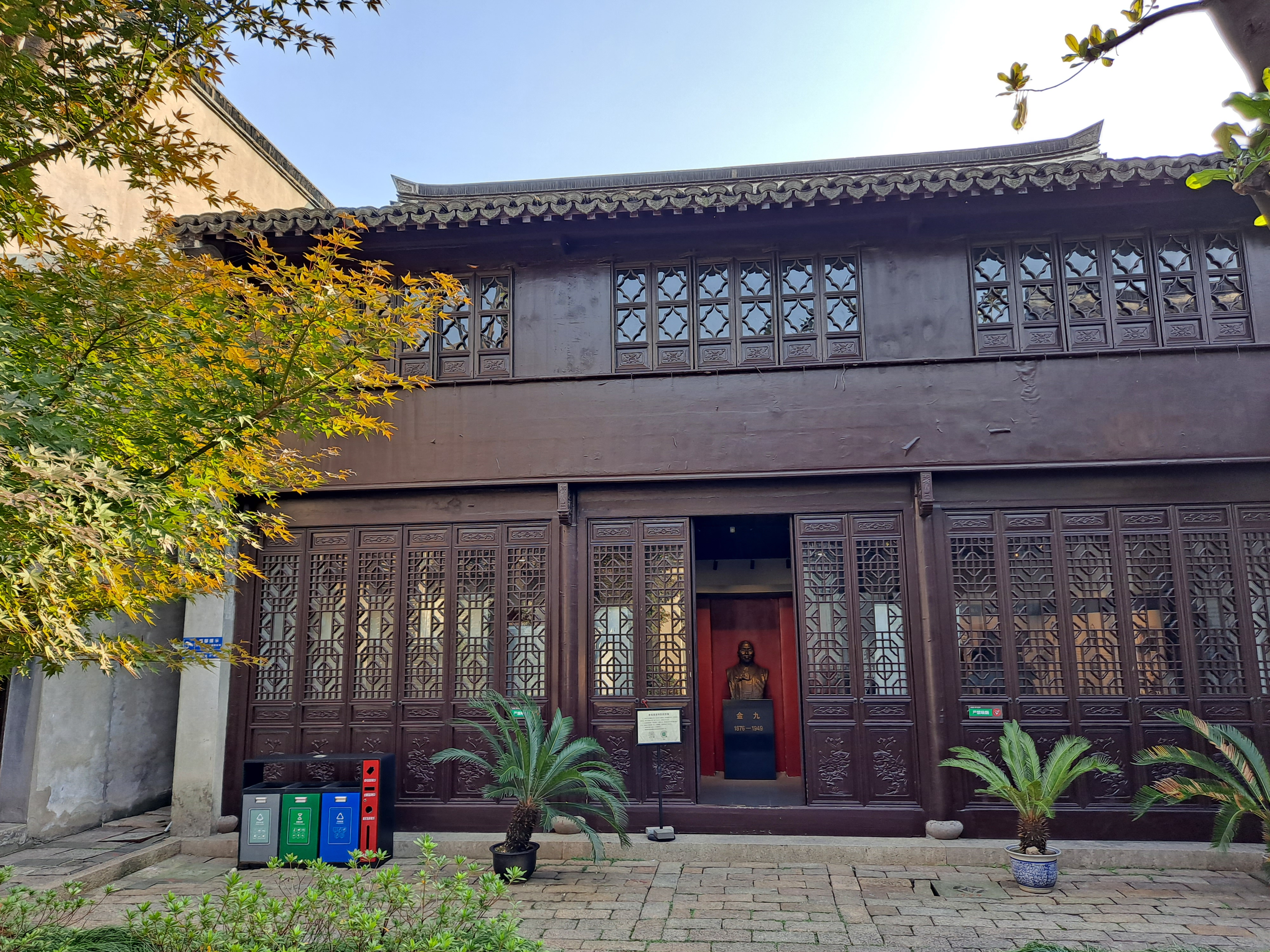
金九避难处（含韩国临时政府要员住址

金九避难处位于中国浙江省嘉兴市南湖区城南梅湾街76号，北侧临街、南侧临河，原为褚辅成寄子陈桐生宅，建于民国初年，三进，面阔两间两层。1932年5月至1936年2月，原流亡于上海的韩国抗日独立运动和临时政府领导人金九因虹口公园爆炸案被日军通缉，经褚辅成安排在此避难，期间也曾在位于海盐县澉浦镇南北湖畔的载青别墅小住。同属文物保护单位范围的还包括位于市区南门日晖桥17号的韩国临时政府要员住址，建于清末，面阔四间两层，前有庭院，同一时期大韩民国临时政府要员李东宁、金毅汉、朴赞翊、严和安等及家属，以及金九母亲与孙子金仁、金信等均曾在此避难，同时也是临时政府的秘密活动据点。